# Saúl Canessa
Saúl Andrés Canessa (n. Necochea, Buenos Aires, Argentina; 11 de febrero de 1969 - f. Mar del Plata, Buenos Aires, Argentina; 23 de junio de 1992) fue un popular ajedrecista argentino, y uno de los casos de asesinatos por represión policial más renombrado en los 90.

## Historia
Canessa fue desde muy chico un amante del ajedrez que aprendió todos sus secretos y los aplicó merecidamente en varios torneos locales. Ya a los 20 años fue campeón argentino de ajedrez en 1989.
El viernes 21 de junio de 1992 fue detenido luego de chocar supuestamente con su moto, lo creyeron ebrio porque estaba mareado por el golpe. Recibió atención médica recién 10 horas más tarde, y fue trasladado de urgencia del Hospital de Necochea hasta el Hospital Interzonal General de Agudos de Mar del Plata, sin historia clínica, sin ropa y sin ningún familiar que lo acompañara. Cuando ingresó al nosocomio su estado era gravísimo ya que presentaba fractura de cráneo con pérdida de masa encefálica. Agonizó por dos días y falleció el 23 de junio.
El crimen que se hizo público no solo por tratarse de un profesional respetado en el mundo del ajedrez sino también por las diversas versiones sobre el hecho en sí.

## Caso
La hipótesis que dio el personal policial que detuvo a Saúl en ese momento, fue que aquella madrugada conducía su motocicleta en estado de ebriedad, ya que se había reunido horas antes a tomar algo en un bar. Luego de pasar las Avenidas 60 y 59, por motivos de su estado de ebriedad o una mala maniobra, sufrió un fuerte golpe en su cabeza con la calle. Momento en el que fue detenido inmediatamente por la policía y encerrado en el calabozo sin haber sido inspeccionado clínicamente. Fue no hasta que el joven comenzó a quejarse desesperadamente del dolor, y luego cayera en coma cuando fue visto por el médico, y enviado al H. de Necochea donde, por su carencia de tecnología necesaria, fuera transferido a Mar del Plata, lugar en el que finalmente murió.
Al hacerle la primera autopsia del cuerpo se desveló que el cadáver había recibido una lesión por contragolpe, es decir, que a raíz de un golpe se desplaza la masa encefálica, y al golpear contra el lado contralateral produce la lesión.
Luego de que su madre, Mónica Comanschi, viera como la policía le sacaba las huellas digitales al cadáver de su hijo en pleno velorio, le llamó la atención de que eso no lo hubieran hecho en el momento de su detención. Por lo que comenzó a sospechar luego del que custodio del H. de Mar del Plata le confesara que lo habían golpeado.
El testimonio real avalada por testigos que dieron cuenta que en la noche del 21 de junio de 1992, Saúl volvía a su hogar en su motocicleta luego de pasar una noche en el bar Ketchup, con su hermano, la novia de este, y varios amigos. Después de pasar las Avenidas 60 y 59, un desajuste en la cadena de su moto lo obligó a bajar. En ese momento pasaron dos amigas, que lo saludaron antes de subirse a un colectivo, cuando de pronto a una cuadra del lugar lo intercepta un patrullero. Estas testigos  declararon como vieron que la policía lo esposaba y lo metían de una patada dentro del vehículo, y como en vez de dirigirse a la comisaría que solo quedaba a dos cuadras, lo trasladaron en dirección a la playa, lugar en el que precisamente fue torturado quemándolo con cigarrillos y golpeado hasta provocarle una fractura craneana. Inmediatamente fue llevado a los golpes, esposado y arrojado al pasillo de la comisaría. Después de dos días de agonía y pedidos de auxilio, llegó el médico penitenciario, quien lo hace sacar de la celda con los camilleros y apenas lo toca con el pie pide su traslado a los mencionados nosocomios.
La segunda autopsia que se realiza el 14 de mayo de 1997 donde se visualizó una lesión hemorrágica en el muslo derecho (cara anterior y posterior), en la rodilla izquierda y una fractura de 3 cm en la fosa media cerebral.
Entre los imputados se encontraban el comisario Jorge Berro, el subcomisario Jorge Pereyra, el oficial David Posse y los suboficiales Daniel Castro y Renato Pequi. Los últimos tres están detenidos, con una situación procesal por caratulada privación ilegal de la libertad y falsedad ideológica de instrumento público. También por la causa fue juzgado el Dr. Héstor Pando, el médico de la comisaría por abandono de persona y falsedad ideológica, es decir haber declarado algo que nunca sucedió. En noviembre de 2001 Pando fue condenado a cuatro años de prisión, cinco años de inhabilitación para ejercer la medicina y ocho para ocupar cargos públicos.